# غريغور براون
غريغور براون (بالألمانية: Gregor Braun) مواليد 31 ديسمبر 1955 في نويشتات أن در فاينشتراسه، ألمانيا، هو دراج ألماني سابق. سبق أن شارك في دورة الألعاب الأولمبية الصيفية وفاز بميدالية أولمبية.

## الميداليات
| الميدالية | المسابقة                       |
| --------- | ------------------------------ |
| ذهبية     | الألعاب الأولمبية الصيفية 1976 |
| ذهبية     | الألعاب الأولمبية الصيفية 1976 |

## روابط خارجية
- غريغور براون على موقع أرشيف الدراجات (الإنجليزية)
- غريغور براون على موقع إحصائيات الدراجات الإحترافية (الإنجليزية)
- غريغور براون على موقع CycleBase (الإنجليزية)
- غريغور براون على موقع اللجنة الأولمبية الدولية (الإنجليزية)
- غريغور براون على موقع أوليمبيديا (الإنجليزية)